# (15391) Steliomancinelli
(15391) Steliomancinelli est un astéroïde de la ceinture principale.

## Description
(15391) Steliomancinelli est un astéroïde de la ceinture principale. Il fut découvert le 3 octobre 1997 à Stroncone par Antonio Vagnozzi. Il présente une orbite caractérisée par un demi-grand axe de 2,43 UA, une excentricité de 0,16 et une inclinaison de 5,2° par rapport à l'écliptique.